# عملية السوق المفتوحة

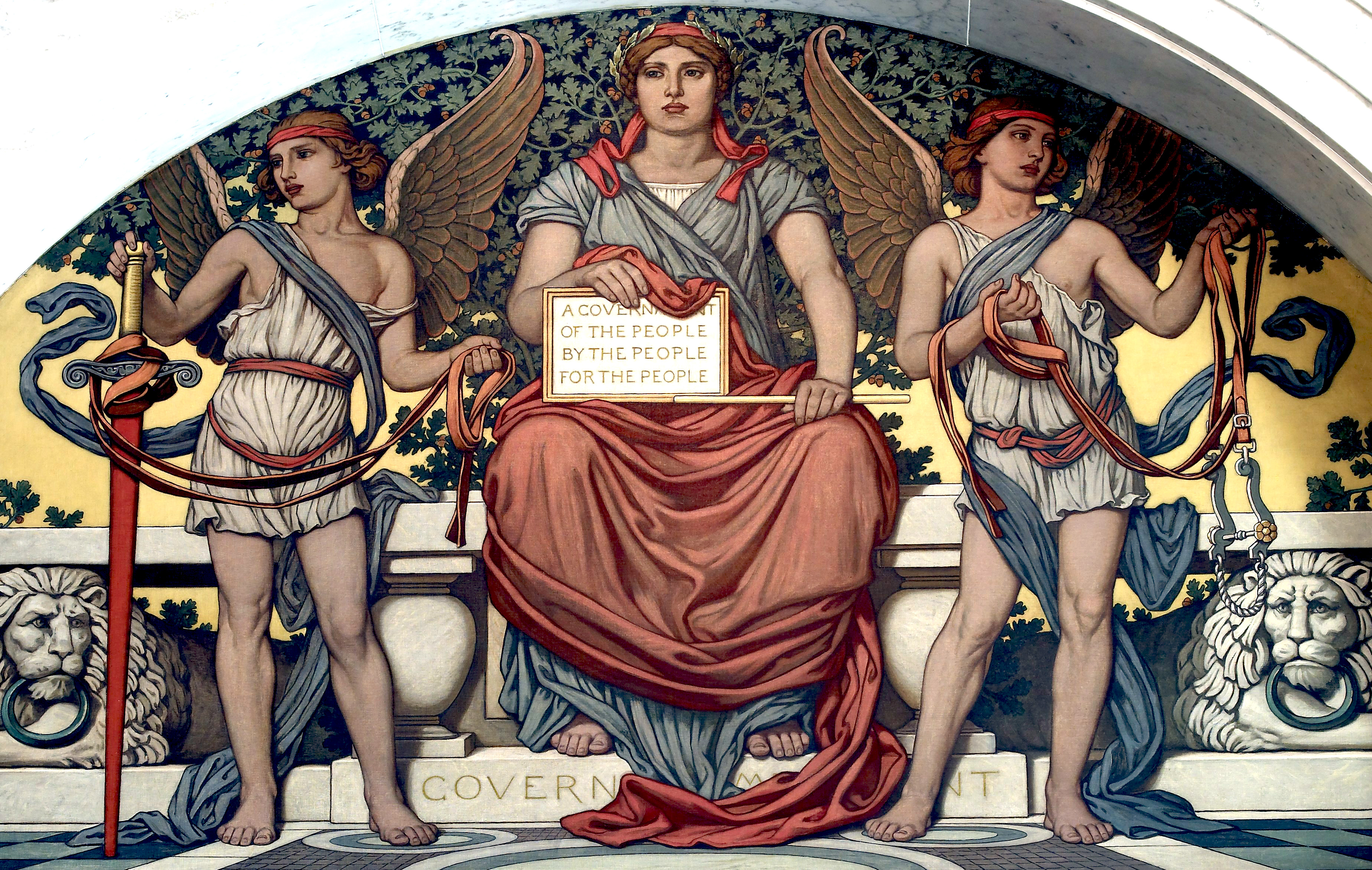

عملية السوق المفتوحة نشاط يقوم به المصرف المركزي لإعطاء (أو أخذ) سيولة بالعملة المحلية إلى (أو من) مصرف أو مجموعة من المصارف. يمكن للمصرف المركزي إما شراء أو بيع سندات حكومية في السوق المفتوحة (من هنا اشتُق الاسم تاريخيًا) أو، فيما يُعتبر الآن الحل المفضل، الدخول في اتفاقية إعادة شراء أو إقراض مضمون مع أحد المصارف التجارية: يقدم المصرف المركزي الأموال كوديعة لفترة محددة ويأخذ مقابلها أصولًا كضمان. يستخدم المصرف المركزي عمليات السوق المفتوحة وسيلةً أساسية لتنفيذ السياسة النقدية. تهدف عمليات السوق المفتوحة إلى إمداد المصارف التجارية بالسيولة وأحيانًا أخذ فائض السيولة منها، لمعالجة سعر الفائدة قصير الأجل وضخ النقود الأساسية في الاقتصاد، وبالتالي التحكم بشكل غير مباشر في إجمالي المعروض النقدي. يتضمن ذلك تلبية الطلب على النقود بسعر الفائدة المستهدف عبر شراء وبيع الأوراق المالية الحكومية أو غيرها من الأدوات المالية. تستخدم الأهداف النقدية مثل التضخم أو أسعار الفائدة أو أسعار الصرف لتوجيه هذا التنفيذ.

## إجراءات عملية السوق المفتوحة
يحتفظ المصرف المركزي بالحسابات المراسلة لمجموعة من المصارف التجارية، المسماة مصارف الدفع المباشر. يمثل الرصيد في حساب المراسل (وهو حساب للمصارف التجارية لدى المصرف المركزي بعملة المصرف المركزي المحلية ويعرف بالإيطالية باسم نوسترو) أموال البنك المركزي بالعملة المعنية. بما أن أموال المصرف المركزي متواجدة بشكل أساسي على هيئة سجلات إلكترونية (النقود الإلكترونية) بدل الأوراق أو العملات المعدنية، يمكن إجراء عمليات السوق المفتوحة ببساطة عن طريق زيادة أو تقليل النقود الإلكترونية التي يملكها البنك في حساب الاحتياطي الخاص به في المصرف المركزي. لا تتطلب هذه العملية خلق عملة مادية جديدة طالما لم يطلب بنك الدفع المباشر استبدال جزء من أمواله الإلكترونية مقابل عملات ورقية أو معدنية.
في معظم البلدان المتقدمة، لا يُسمح للمصارف المركزية بتقديم قروض دون طلب أصول مناسبة كضمان عليها. لذلك، تحدد معظم البنوك المركزية ما هي الأصول المؤهلة لمعاملات السوق المفتوحة وما هي مواصفاتها. من الناحية الفنية، يقدم البنك المركزي القروض ويأخذ مقابله بشكل متزامن ما يعادل هذا المبلغ من الأصول يقدمها المصرف المقترض.

## الأهداف المحتملة لعمليات السوق المفتوحة
- تحت عنوان استهداف التضخم، تستهدف عمليات السوق المفتوحة معدل فائدة قصير الأجل في أسواق الدين. يُغيّر هذا الهدف بشكل دوري لتحقيق معدل التضخم ضمن النطاق المستهدف والحفاظ عليه ضمن نفس النطاق. مع ذلك، فإن المتغيرات الأخرى للسياسة النقدية غالبًا ما تستهدف أسعار الفائدة: يستخدم الاحتياطي الفيدرالي الأمريكي وبنك أوف إنجلاند والمصرف المركزي الأوروبي الاختلافات في أهداف أسعار الفائدة لتوجيه عمليات السوق المفتوحة.
- إلى جانب استهداف معدلات الفائدة، لعمليات الأسواق المفتوحة أهداف أخرى ممكنة. الهدف الثاني المحتمل هو تقليص العرض النقدي، كما كانت الحال في الولايات المتحدة أواخر سبعينيات القرن الماضي وحتى أوائل الثمانينيات من القرن نفسه أثناء رئاسة بول فولكر للاحتياطي الفيدرالي الأمريكي.
- تحت مظلة مجلس النقد، تُستخدم عمليات السوق المفتوحة لتحقيق سعر صرف ثابت مقابل بعض العملات الأجنبية والحفاظ على ثبات هذا السعر.
- بحسب قاعدة الذهب، يمكن تحويل الأوراق النقدية إلى ذهب، وبالتالي يمكن استخدام عمليات السوق المفتوحة للحفاظ على قيمة العملة الورقية ثابتة مقارنة بالذهب.

كما يمكن للمصرف المركزي استخدام مزيج من السياسات التي تتغير وفقًا للظروف. يجوز للمصرف المركزي ربط سعر الصرف (مثل مجلس النقد) بمستويات أو أشكال مختلفة من الالتزام. كلما كان الربط أضعف، كلما كان على المصرف المركزي أن يستهدف متغيرات أخرى (مثل أسعار الفائدة). بدلًا من ذلك، قد يستهدف المركزي سلةً من العملات الأجنبية بدلًا من عملة واحدة. في بعض الحالات، يمكن استخدام وسائل إضافية غير عمليات السوق المفتوحة، مثل التغييرات في ضوابط رأس المال لتحقيق النتائج النقدية المرجوة.

## كيفية إتمام عمليات السوق المفتوحة

### الولايات المتحدة
في الولايات المتحدة، اعتبارًا من العام 2006، يحدد مجلس الاحتياطي الفيدرالي هدفًا لسعر الفائدة لأسواق المال الفيدرالية (احتياطيات البنوك المبيتة). عندما يكون معدل الأموال الفيدرالية الفعلي أعلى من المعدل المستهدف، يقوم الاحتياطي الفيدرالي في نيويورك عادةً بزيادة العرض النقدي من خلال اتفاقية إعادة الشراء، فيقرض الاحتياطي الفيدرالي الأموال للمصارف التجارية. عندما يكون معدل الأموال الفيدرالية الفعلي أقل من المعدل المستهدف، يخفض الاحتياطي الفيدرالي عرض النقود من خلال عمليات إعادة الشراء العكسية، فتشتري المصارف الأوراق المالية من الاحتياطي الفيدرالي. يجري الاحتياطي الفيدرالي عمليات السوق المفتوحة بهدف التحكم بأسعار الفائدة قصيرة الأجل وبعرض النقود. تنقسم هذه العمليات إلى فئتين: العمليات الديناميكية للسوق المفتوحة وهي التي تهدف لتغيير مستوى الاحتياطيات والقاعدة النقدية، والعمليات الدفاعية للسوق المفتوحة وهي عمليات تهدف لتعويض التحركات في عوامل أخرى تؤثر على الاحتياطيات وعلى القاعدة النقدية، مثل التغييرات في الودائع لدى الاحتياطي الفيدرالي أو التغييرات في الأموال العائمة. في الولايات المتحدة، يستخدم الاحتياطي الفيدرالي اتفاقيات إعادة الشراء لإيجاد أموال بشكل مؤقت، أو عكسها للتخلص من الفائض النقدي شكل مؤقت، ما يؤدي لتغييرات مؤقتة في مستوى احتياطيات البنوك.
تُنشأ الأموال أو تُتلف عن طريق تغيير الحساب الاحتياطي للبنك مع الاحتياطي الفيدرالي. أجرى مجلس الاحتياطي الفيدرالي عمليات السوق المفتوحة على هذا النحو منذ عشرينات القرن الماضي، من خلال مكتب السوق المفتوح في الاحتياطي الفيدرالي في نيويورك، تحت إشراف لجنة السوق المفتوحة الفيدرالية. تتحكم صناديق التشغيل في التضخم أيضًا لأنه عندما تُباع أذون الخزانة للمصارف التجارية، يقلّ المعروض النقدي.

### الهند
تتأثر عملية السوق المفتوحة في الهند إلى حد كبير بحقيقة أنها بلد نامٍ وأن تدفقات رؤوس الأموال فيها تختلف اختلافًا كبيرًا عن تلك الموجودة في البلدان المتقدمة، وبالتالي يتعين على المصرف المركزي الهندي، بنك الاحتياطي الهندي، أن يضع سياسات وأن يستخدم الأدوات المتاحة وفقًا للأهداف المرجوة. قبل الإصلاحات المالية لعام 1991، كانت معدلات الاحتياط النقدي ونسبة السيولة المطلوبة من المصارف هي المصدر الرئيسي لتمويل المصرف المركزي الهندي، إضافة لكونها أداته للتحكم بالرساميل. بعد الإصلاحات، قللت الهند من الاعتماد على هذه الأدوات واستعاضت عنها بعمليات السوق المفتوحة أداةً أكثر فعالية في ضبط السيولة في السوق.
استخدم المركزي الهندي نوعين من عمليات السوق المفتوحة:
1. الشراء المباشر: الشراء أو البيع المباشر للأوراق المالية الحكومية
2. اتفاقيات إعادة الشراء قصيرة الأجل[5]

على كل حال، حتى بعد التخفيف من استخدام معدلات الاحتياط النقدي كأداة، ظلت السوق تعاني من ضعف السيولة ومن العديد من المشاكل، ما حذا بالمصرف المركزي الهندي، بناءً على توصيات لجنة نارسيمهام لعام 1998 على تأسيس منشأة تعديل السيولة، ومهمتها مراقبة مستويات السيولة في السوق بشكل يومي ومراقبة أسعار الفائدة. بالنسبة لهذه الهيئة، هناك قيمتين يحددهما المصرف المركزي الهندي: معدل الفائدة على اتفاقيات إعادة الشراء، ومعدلها على اتفاقيات إعادة الشراء العكسية. يُطبق سعر إعادة الشراء عند بيع الأوراق المالية إلى البنك الاحتياطي الهندي، بينما يكون معدل الفائدة على عمليات إعادة الشراء العكسية قابلًا للتطبيق عندما تقوم البنوك بإعادة شراء هذه الأوراق المالية من المصرف المركزي. هذا وتساعد معدلات الفائدة هذه التي يحددها بنك الاحتياطي الهندي أيضًا في تحديد أسعار الفائدة الأخرى في السوق.

## وصلات خارجية
- Understanding Open market operation by M. A. Akhtar
- Federal Reserve System OMC
- European Central Bank OMC
- Federal Reserve Bank of New York: Open Market Operations